# Подсолнечная точка
Подсолнечная точка (англ. subsolar point) планеты — точка, в которой Солнце может наблюдаться строго над головой (в зените), то есть солнечные лучи падают на планету в этой точке строго перпендикулярно. Также может означать наиболее близкую к Солнцу точку астрономического объекта.
Для наблюдателя на планете с углом наклона и параметрами вращения как у Земли подсолнечная точка будет двигаться к западу, каждые сутки совершая полный оборот и приблизительно двигаясь вдоль экватора. Однако также точка сдвигается к югу или северу в пределах тропиков, поскольку склонение Солнца меняется в течение года, в результате точка совершает движение по спирали.
В момент летнего солнцестояния подсолнечная точка касается тропика Рака, а в момент зимнего солнцестояния касается тропика Козерога. Подсолнечная точка пересекает экватор в моменты равноденствий.
Когда подсолнечная точка проходит Гавайи, такое событие называют Лахайнским полуднем